# RV Endeavor
Le RV Endeavor est un navire océanographique appartenant à la Fondation nationale pour la science (NSF), Il opère dans le cadre de la flotte de l'University-National Oceanographic Laboratory System (UNOLS) pour l'école d'océanographie  de l’Université du Rhode Island.  
Le navire est situé à Narragansett, Rhode Island, sur le campus URI Bay.

## Historique
Le RV Endeavour a été construit par Peterson Builders (en), Inc., à Sturgeon Bay, dans le Wisconsin, pour remplacer le RV Trident en 1976.
Il doit probablement son nom au navire HMS Endeavour du capitaine James Cook , qui a également donné son nom à la navette spatiale Endeavour.
Il a deux navires-jumaux : le RV Oceanus et le RV Wecoma.

### Note et référence
1. ↑  Graduate School of Oceanography - Université du Rhode Island

- (en) Cet article est partiellement ou en totalité issu de l’article de Wikipédia en anglais intitulé « RV Endeavor » (voir la liste des auteurs).